# Zielhoes

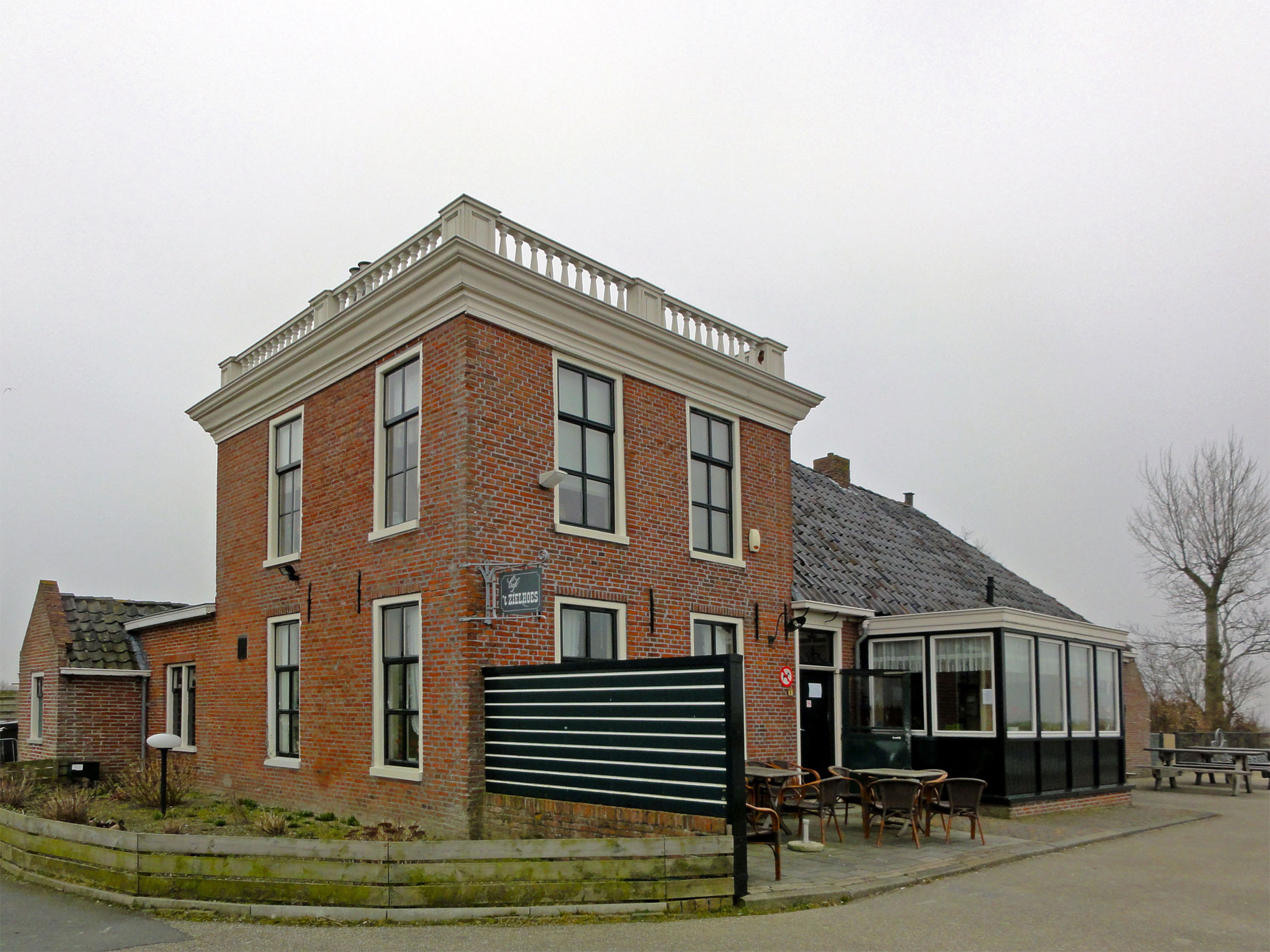
Het Zielhoes in Noordpolderzijl

Het Zielhoes is een horecagelegenheid en voormalige sluiswachterswoning en tevens voormalige vergaderplaats van het Waterschap Noordpolder in Noordpolderzijl in de Nederlandse provincie Groningen.

## Geschiedenis
Het Zielhoes werd in 1811 gebouwd als woning voor de waarman van de Noordpolder. De Noordpolder was in 1811 ontstaan door de inpoldering van het gebied ten noorden van Warffum en Usquert in de provincie Groningen. In 1843 werd op het pand een verdieping aangebracht die diende als vergaderplaats voor het polderbestuur en vanaf 1856 voor het voormalige Waterschap Noordpolder. Het platte dak had een verschansing van waar men het wad en de eilanden en de omgeving kon observeren.
Behalve dat het pand fungeerde als sluiswachterswoning en als vergaderplaats voor het waterschap was het een verkooppunt voor smeeroliën voor de vissersboten en werd er vanaf einde negentiende eeuw een café geëxploiteerd. Ook daarvoor was er al sprake van drankverkoop in het Zielhoes. In 1865 verbood het polderbestuur de toenmalige waarman Roelf A. Brands om nog langer sterke drank te verkopen. Een jaar later werd het verbod weer ingetrokken. Volgens Flikkema en Meijer baatte de eerste generatie Maring het Zielhoes vanaf 1894 als café uit. De waarman bezat tevens het recht van 'vrije visscherij' en 'aalvangst' wat deel van zijn inkomen was. De verkoop van smeeroliën stopte in 1963 toen de vissers coöperatief gingen inkopen.
Van 1894 tot 1975 waren leden van de familie Maring waarman. In 1974 verhuisde de derde generatie Maring naar een nieuwe dienstwoning van het waterschap. Het Zielhoes stond leeg en men was van plan het te slopen. In 1979 besloten de Gemeente Usquert en het Waterschap Hunsingo Zielhoes te behouden en in fasen te restaureren. Er werd opnieuw een cafévergunning verleend, aan de familie Warners die er een huiskamercafé in vestigde.
In 1987 werd het Zielhoes gerenoveerd. Het gebouw was een van de officiële trouwlocaties van de voormalige gemeente Eemsmond. Eemsmond ging per 1 januari 2019 op in de gemeente Het Hogeland. In een verzoek aan de gemeente kan op de locatie de huwelijk voltrokken worden of een partnerregistratie vastgelegd worden.
Na 2008 leek het erop dat de bestemming van het pand gewijzigd zou worden. De toenmalige gemeente Eemsmond wilde na het overlijden van de uitbaatster annex havenmeester de recreatieve functie van het gebouw en de directe omgeving versterken. In 2014 oordeelde de rechter dat de erven de zaak op de oude - kleinschalige - voet mochten voortzetten.